# Ascotis selenaria
Ascotis selenaria (Denis & Schiffermüller 1775) је врста ноћног лептира (мољца) из породице Geometridae.

## Распрострањење и станиште
A. selenaria је распрострањена у јужној Европи, преко Балкана, централне и источне Европе до Урала, Африке, Корее и Јапана. Такође је забележена и у Индији.. У Србији је честа врста, среће се од низијских подручја до висина преко 1000 метара надморске висине. Насељава топла и умерено сува станишта попут ливада, пешчаних травних подручја, отворених шикара, али и станишта која су влажна током једног дела сезоне.

## Опис
Предња крила су са жућкасто-белом основном бојом, са бројним тамносивим шарама и две браонкасте или црне оштро назубљене попречне линије. И на предњим и на задњим крилима налази се по једна карактеристична шара у облику полумесеца. Боја гусенице варира од стадијума, може бити од зелене до жуто-зелене или браон боје. Распон крила је од 38 до 48 mm. A. selenaria  има две генерације годишње у јужној Европи, лептир лети од априла до маја и од јула до августа. Гусенице се могу наћи од септембра до октобра (прва генерација) и у јуну и јулу (друга генерација). Ако је због климатских услова присутна само једна генерација, лептир лете од краја јуна до почетка августа, а гусенице се могу срести од августа до септембра. У Србији се лептир бележи од маја до септембра.  Гусеница је полифагна - храни се различитим биљкама, често се као биљка хранитељка јављају разне врсте из рода  Artemisia, а између осталих и Sambucus sp., Rosa sp., Rubus fruticosus, Betula sp., Arbutus sp, Salvia sp., итд. У многим подручјима се сматрају штеточином у пољопривреди. Презимљава у стадијуму лутке.

## Галерија
- лептир
- гусеница
- гусеница
- јаја
- лептир

## Синоними
- Boarmia selenaria Schiffermiller
- Ascotis selenaria kaolina Bryk, 1948